# .460 Steyr
.460 Steyr — крупнокалиберный патрон, разработанный австрийской компанией Steyr в 2002 году.
Патрон .460 Steyr имеет другие обозначения, как .460 HSR / .460 HWG / .460-.50 Browning / 11.65x90.5 / 11.6x90 / XCR 12 090 BGC 030.
Новый боеприпас был создан в качестве альтернативы боевому патрону .50 BMG и в первую очередь для гражданского рынка дальнобойного спортивного оружия, для использования в тех странах, где гражданским лицам законодательством запрещено приобретение оружия калибра 12,7 мм.
Патрон .460 Steyr был создан на базе гильзы патрона 12,7×99 мм НАТО (.50 BMG), укороченной и переобжатой под пулю меньшего калибра (.460).
Этот патрон обладает хорошим потенциалом, как боеприпас для дальнобойного снайперского оружия, так как при весьма большой эффективной дальности стрельбы имеет несколько меньшую массу и меньший импульс отдачи, нежели патроны калибра 12,7 мм.
Снаряжается пулей массой 34 г, с начальной скоростью 945 м/с и дульной энергией 15200 Дж.
Использование пули легче, чем у .50 Browning, привело к заметному увеличению её начальной скорости и более лучшим баллистическим показателям.
Подобный патрон (.416 Barrett) с тем же назначением и по тому же принципу, но с пулей меньшего калибра и чуть короче гильзой, через несколько лет был создан в США.
В 2004 году фирмой Steyr Mannlicher Gmbh под этот патрон была разработана и начат выпуск крупнокалиберной снайперской винтовки Steyr HS .460 (вариант снайперской винтовки Steyr HS .50). Тогда же было освоено и производство самого патрона.
При стрельбе из снайперской винтовки фирмы Steyr патрон .460 Steyr за счёт тяжёлой пули с отличной баллистикой обеспечивает максимальную эффективную дальность стрельбы до 2200-2400

## Ссыллки
- Official C.I.P. Datasheet and Specifications
- .460 Steyr History - Cartridge Collector
- Харастеристика патрона а также история.